# Dona Augusta
Dona Augusta és una localitat de São Tomé i Príncipe. Es troba al districte de Caué, al sud-oest de l'illa de São Tomé. La seva població és de 191 (2008 est.). Limita al sud, amb Ribeira Peixe i Praia Pesqueira; i a l'oest, amb Vila Clotilde.

## Evolució de la població
| 2001 | 2008 |
| 168  | 191  |